# Emz-Hanauer
Die emz-Hanauer GmbH & Co. KGaA ist ein weltweit agierendes deutsches Unternehmen mit Sitz in Nabburg/Oberpfalz. Mit weltweit über 1600 Mitarbeitern entwickelt und produziert emz Bauteile und Systeme für Geschirrspüler, Waschmaschinen, Trockner und Kühlschränke. Bei Verriegelungen und Sensoren ist das Unternehmen Weltmarktführer. Geschäftsfelder sind Hausgeräte, Haustechnik und Umwelttechnik. Das Unternehmen unterhält eigene Werke in Tschechien, Mexiko und China und ein weltweites Vertriebsnetz. 

## Geschichte
Ernst Hanauer sen. (1897–1970) gründete das Unternehmen unter dem Namen „Elektromanufaktur Zangenstein“ am 14. Mai 1948 in Zangenstein/Oberpfalz. Er nutzte seine Kontakte aus seiner Zeit in der Geschäftsführung von AEG, für die er in Berlin und Südamerika tätig gewesen war. Erstes Produkt war für die damalige AEG-Tochter NSF ein Drehkondensator für das erste Deutsche Nachkriegsradio „Heinzelmann“ von Grundig. Die Produktion startete mit 8 Frauen im Kellerraum einer Glasschleife in Zangenstein. Das Kondensatorengeschäft weitete sich in den Folgejahren aus. In der Spitzenzeit produzierten 800 Mitarbeiter und Mitarbeiterinnen Kondensatoren für die gesamte deutsche Unterhaltungselektronikindustrie. 1949 kam die sogenannte „Christbaumkette“ für OSRAM ins Programm, ein Produkt, das erst 2017 endgültig eingestellt wurde. In den Folgejahren entwickelte sich das Unternehmen von einem reinen Lohnfertiger zu einem integrierten Technologiekonzern. 1950 wurde ein eigener Werkzeugbau gegründet. 1955 startete die Lehrlingsausbildung, ab 1971 in eigener Lehrwerkstatt. 1958 entwickelt emz mit der sogenannten Kunststoffkette erstmals ein eigenes Produkt. Ab 1961 gab es bei emz auch einen eigenen Betriebsmittelbau. 1964 wurde der erste eigene Wickelautomat für Kondensatoren konstruiert und gebaut. Ab 1965 entwickelte und produzierte das Unternehmen mit Komponenten für Nachtstromspeicheröfen erste Produkte für die Haustechnik.
1959 begann mit dem ersten Sicherheitsregler für Herde der Einstieg in das Thema Hausgeräte. 1975/76 wurde eine eigene Entwicklungsabteilung gegründet. Die Kundenbeziehungen entwickelten sich in den Folgejahren zu Entwicklungspartnerschaften. 
1980 gelang mit dem ersten Wasserstandsregler für Waschmaschinen und Geschirrspüler der Ausbau dieser Geschäftseinheit. 1984 ging die erste emz-Türverriegelung für Waschmaschinen in Serie. 1994 wurde die erste Verriegelungseinheit für Mülltonnen entwickelt und damit der Einstieg in die Geschäftseinheit „Umwelttechnik“ vollzogen. Ab Ende der 1990er Jahre entwickelte sich die emz international weiter. Zielmärkte waren neben Europa nun auch die USA und Asien. 1997 wurde der erste Auslandsstandort in Cernosin/Tschechien eröffnet. 2004 startete der emz Standort in Queretaro/Mexiko, 2011 ein eigener Produktionsstandort in Nanjing/China, der auch als Entwicklungsstandort ausgebaut wird. Anfang 2020 wurde das Customer Applications Centre für Web-App Entwicklung in Pilsen eröffnet. 2022 hat emz-Hanauer außerdem den Startschuss für den Neubau eines Produktionsstandortes in Rumänien gegeben. 
400 Mitarbeiter entwickeln im 2016 eröffneten „Customer Innovation Space“ in Nabburg in enger Abstimmung mit den Märkten Lösungen für die weltweiten Kunden.
Das Unternehmen wird seit 1995 in dritter Generation durch Thomas Hanauer geleitet, der dieses Amt bis 1999 gemeinsam mit seinem Vater Ernst Hanauer jun. (1930–2025) ausübte. Letzterer war seit 1957 tätig.

## Produkte
emz-Hanauer ist heute in drei strategischen Geschäftseinheiten aktiv:
Hausgeräte: Hier entwickelt und produziert das Unternehmen elektromechanische und elektronische Komponenten aber auch Komplettsysteme für Haushaltsgroßgeräte wie Waschmaschinen, Trockner, Geschirrspüler, Kühlschränke und Herde. Bei Verriegelungen und Sensoren beliefert emz-Hanauer alle großen Hersteller von „Weißer Ware“ weltweit.
- Türverschlüsse
- Sensoren
- LED-Module
- Elektrische Stellantriebe
- Systemlösungen

Haustechnik: Steuer- und Regelungstechnik für moderne Haustechnikanlagen (Smart Home).
- Solarthermie- und Biomasseanlagen
- Kundenspezifische Lösungen

Umwelttechnik: Mit seinem elektronischen Zugangssystem für Müllgroßcontainer entwickelt und vertreibt emz-Hanauer eine der ersten konkreten Anwendungen für das Internet der Dinge (IoT) im kommunalen Entsorgungsbereich (Smart City). Das Unternehmen bietet dabei ein rundum Sorglospaket von Datenerfassung bis Prozessoptimierung an.
- Elektronische Zugangskontrollsysteme
- Elektronische Müllmengenerfassung
- Füllhöhenerfassung

## Auszeichnungen
- 2014: Electrolux Supplier Innovation Award
- 2015: Bayerischer Qualitätspreis[2]
- 2016: Großer Preis des Mittelstandes
- 2016: Zukunftspreis Wirtschaft
- 2016: Whirlpool Supplier Award
- 2017: Bayerns Best 50
- 2017: Midea Innovation Award
- 2017: Whirlpool Supplier Award
- 2019: Electrolux Supplier Excellence Award
- 2019: Electrolux Supplier Innovation Award
- 2020: Midea Innovationspreis
- 2020: Whirlpool COVID-19 Outstanding Supplier Award
- 2021: Bayerns Best 50
- 2021: Haier Strategic Supplier Award